# Поцеха (Лодзинське воєводство)
Поцеха (пол. Pociecha) — село в Польщі, у гміні Ґрабув Ленчицького повіту Лодзинського воєводства.
Населення — 47 осіб (2011).
У 1975-1998 роках село належало до Конінського воєводства.

## Демографія
Демографічна структура станом на 31 березня 2011 року:
|          | Загалом | Допрацездатний вік | Працездатний вік | Постпрацездатний вік |
| -------- | ------- | ------------------ | ---------------- | -------------------- |
| Чоловіки | 23      | 1                  | 17               | 5                    |
| Жінки    | 24      | 2                  | 15               | 7                    |
| Разом    | 47      | 3                  | 32               | 12                   |